# Gaëtane Abrial
Gaëtane Abrial (* 9. Oktober 1988 in Saint-Étienne) ist eine französische Sängerin.

## Werdegang
Abrial wurde erstmals einem breiteren Publikum 2007 durch ihre Teilnahme an der fünften Staffel der Castingshow Nouvelle Star bekannt. Dort erreichte sie das Halbfinale.
Im April 2008 veröffentlichte sie unter dem Titel Cheyenne Song ihr Debütalbum.

## Diskografie
- 2008: Cheyenne Song